# Ириней (Таламбекос)
Митрополит Ирине́й (греч. Μητροπολίτης Ειρηναίος, в миру Константи́нос Таламбе́кос, греч. Κωνσταντίνος Ταλαμπέκος; 7 января 1934, Пирей, Греция — 11 сентября 2004, Эгейское море) — епископ Александрийской православной церкви, митрополит Пилусийский, ипертим и экзарх Первой Августамники и Месимврии.

## Биография
Окончил богословский факультет Афинского университета.
18 января 1954 года в Иерусалиме епископом Фаворским Виссарионом (Векиарисом) был рукоположён в сан диакона.
15 августа 1959 года в Афинах митрополитом Аккрским Евстафием (Эфстафиу) рукоположён в сан пресвитера.
18 октября 1963 года назначен экзархом Александрийского патриаршего трона в России, настоятелем Александрийского подворья в Одессе. Прибыл в Одессу в сентябре 1964 года.
28 ноября 1968 года назначен архивариусом и главным секретарём Александрийского Патриархата с сохранением должности экзархом Александрийского патриаршего трона в России.
21 июня 1968 года был принят Патриархом Московский и всея Руси Алексием I.
14 января 1970 года нанёс визит в Отдел внешних церковных сношений Московского Патриархата
Получил степень доктора богословия в Московской духовной академии.
В 1972 году был освобождён от должности экзарха в России и избран титулярным епископом Никопольским, оставаясь главным секретарём. Хиротония состоялась 15 декабря 1972 года.
26 ноября 1976 года избран митрополитом Аккрским и Западноафриканским, с юрисдикцией над 22 странами Западной Африки. Его кафедра находилась в Яунде, Камерун. Здешний собор был возведён местными греками, но община шла на убыль, так как родители отправляли детей получать высшее образование во Францию, откуда многие не возвращались.
Во время архипастырства владыки Иринея митрополия начала прирастать коренными жителями обратившимися в Православие. Вначале несколько человек заинтересовались храмом и стали приходить на службы, затем местные греки-земледельцы стали устраивать просветительные беседы о Православии и таким образом веру нашли несколько членов племени Тубури из северного Камеруна. Возвратившись домой они основали там приходы. Ко времени отбытия митрополита Иринея с кафедры в 1990 году было организовано восемь тубуриязычных приходов — семь в Камеруне и один в Чаде.
14-19 сентября 1982 в Гане митрополит Ириней через крещение и миропомазание принял в Православие около 1500 африканцев из неканонической «Православно-католической Церкви Ганы». Из числа новообращённых он рукоположил 4 священников и 3 дьяконов. В течение следующих нескольких лет общее число обращенных достигло 3,000.
С 14 июня 1990 года — митрополит Карфагенский.
28 ноября 1994 года назначен митрополитом Кенийским и Иринопольским с оставлением временным управляющим Карфагенской митрополией.
В марте 1997 года он был назначен главным Патриаршим эпитропом (Γενικός Πατριαρχικός Επίτροπος).
С 23 сентября того же года — митрополит Пилусийский, ипертим и экзарх Первой Августамники и Месимврии.
В августе 2000 году делегация Александрийской православной церкви во главе с митрополитом Пилусийским Иринеем была гостем юбилейного Архиерейского Собора Русской Православной Церкви и приняла участие в освящении храма Христа Спасителя и канонизации святых.
Владел греческим, русским, французским, английским и арабским языками. По воспоминанию Николая Сологубовского, «прекрасно говорил по-русски, увлекался русской литературой и поэзией, любил и цитировал Пушкина и Достоевского. Однажды наши прихожанки-украинки запели народные песни и остановились, не зная всех слов. Так владыка не только подпевал им, но и закончил песни до конца».
11 сентября 2004 года, вместе с делегацией Александрийской Церкви во главе с Патриархом Петром VII, он погиб в результате крушения вертолёта над Эгейским морем.